# Magnolia guatemalensis
Espèce
Statut de conservation UICN

 LC  : Préoccupation mineure
Magnolia guatemalensis est une espèce de plantes à fleurs de la famille des Magnoliacées. C'est un arbre vivant en Amérique centrale.

## Description
C'est un arbre moyen au feuillage persistant pouvant atteindre 22 m avec un port pyramidale. Les feuilles simples, de formes elliptiques, mesurent entre 12 et 20 cm. Coriaces, elles peuvent être glabres ou pubescentes sur la face supérieure et pubescentes sur la face inférieure particulièrement sur la nervure centrale. Leur marge est entière. Le sommet du limbe est acuminé alors que la base est cunéiforme à obtuse. Le pétiole mesure entre 2,5 et 4 cm. Les fleurs blanches hermaphrodites actinomorphes. Le périanthe est composé de neuf tépales oblongs. Les trois tépales externes sépaloïdes mesurent entre 2,5 cm et 7,6 cm et les six autres tépales mesurent 7,6 cm.

## Répartition et habitat
L'espèce type est présente au Guatemala depuis les zones marécageuses jusqu'au forêts sur les contreforts entre 1 350 et 1 950 m. La sous espèce M. g. ssp. hondurensis  étant présente quant à elle au Salvador et au Honduras.

## Liste des espèces et sous-espèces
Selon World Checklist of Selected Plant Families (WCSP) (31 décembre 2013) :
- Magnolia guatemalensis Donn.Sm. (1909)
  - sous-espèce Magnolia guatemalensis subsp. guatemalensis
  - sous-espèce Magnolia guatemalensis subsp. hondurensis (A.M.Molina) Vazquez (1994)

Selon The Plant List (31 décembre 2013) :
- sous-espèce Magnolia guatemalensis subsp. hondurensis (A.M.Molina) Vazquez

Selon Tropicos (31 décembre 2013) (Attention liste brute contenant possiblement des synonymes) :
- sous-espèce Magnolia guatemalensis subsp. guatemalensis
- sous-espèce Magnolia guatemalensis subsp. hondurensis (Ant. Molina) A. Vázquez